# Компаньюччи, Лусио
Лу́сио Компанью́ччи (исп. Lucio Compagnucci; родился 23 февраля 1996 года, Буэнос-Айрес) — аргентинский футболист, полузащитник клуба «Атлетико Митре».

## Биография
Лусио дебютировал за родной «Велес Сарсфилд» 6 декабря 2014 во встрече с «Сан Лоренсо». Это был единственный сыгранный им матч в дебютном сезоне.
В составе юношеской сборной Аргентины до 17 лет Лусио принял участие на юношеском чемпионате Южной Америки 2013, где его сборная стала чемпионом Южной Америки в возрастной категории до 17 лет. Также он принимал участие на юношеском чемпионате мира 2013, где Аргентина заняла четвёртое место. В юношеской сборной Лусио был на второстепенных ролях, в основном выходил на замену.
Однако в составе молодёжной сборной Аргентины, где Лусио принимал участие на молодёжном чемпионате Южной Америки 2015, он стал одним из основных футболистов аргентинцев.

## Достижения
- Победитель юношеского чемпионата Южной Америки (1): 2013